# Land- und Stadtgericht Burg
Das Land- und Stadtgericht Burg war ein preußisches Land- und Stadtgericht mit Sitz in Burg (bei Magdeburg).

## Geschichte
Nach den Napoleonischen Kriegen bemühte sich der preußische Staat, die Gerichtsbarkeit der Städte und der Gutsbesitzer in staatliche Hand zu überführen. Von Mitte der 1810er bis Ende der 1820er Jahre wurde das Land- und Stadtgericht, also ein Gericht, welches für Stadt und Landbezirke zuständig war, zur üblichen Organisationsform für Eingangsgerichte in Landstädten in Preußen.
Das so entstandene Land- und Stadtgericht Burg war ein Gericht 1. Klasse und mit einem Direktor, drei Richtern und zwei Justizkommissaren besetzt. Gericht 1. Klasse bedeutete, dass es nicht nur als Einzelrichter entscheiden konnte, sondern auch zu kollegialen Entscheidungen kommen konnte. Sein Sprengel umfasste 19.891 Gerichtseingesessene in den Orten Burg, Büden, Detershagen, Gerwisch, Hohenwarthe, Körbelitz, Ihleburg, Lostau, Niegripp, Rülzau und Schartau. Übergeordnet was das Oberlandesgericht Magdeburg.
Im Sprengel des Land- und Stadtgerichts Burg bestanden ursprünglich fünf Patrimonialgerichte:
- Patrimonialgericht Grabau mit Grabau, Polzuhn und einem Teil von Rietzel (522 Einwohner)
- Patrimonialgericht Kähnert mit Kähnert (87 Einwohner)
- Patrimonialgericht Pietzpuhl mit Pietzpuhl und Nadel sowie einem Teil von Steglitz (621 Einwohner)
- Patrimonialgericht Schermen mit Schermen und Möser (389 Einwohner)
- Patrimonialgericht Stresow mit Stresow und Grünthal sowie einem Teil von Rietzel (234 Einwohner).[1]

Am 30. Juni 1835 gelang es dem Staat, eine Vereinbarung mit der Familie Wulffen zu treffen, dass die Patrimonialgericht Grabau und Pietzpuhl auf das Land- und Stadtgericht Burg übertragen wurde. Dieses sprach seitdem unter der Formel „königliches Land- und Stadtgericht Burg als herrlich Wulffensches Patrimonialgericht über Pietzpuhl und Grabau“ Recht.
Am 21. Juli 1837 gelang es dem Staat, eine Vereinbarung mit Justizrat Laue zu treffen, dass die Patrimonialgericht Kähnert und Stresow auf das Land- und Stadtgericht Burg übertragen wurde. Dieses sprach seitdem unter der Formel „königliches Land- und Stadtgericht Burg als herrlich Lauesches Patrimonialgericht über Kähnert, Stresow und Rietzel“ Recht.
Nach der Märzrevolution wurden in Preußen einheitlich Kreisgerichte als Eingangsgerichte eingerichtet und die Patrimonialgerichtsbarkeit abgeschafft. Damit entstand 1849 in Burg das Kreisgericht Burg im Sprengel des Appellationsgerichtes Magdeburg und das Land- und Stadtgericht Burg wurde aufgehoben.